# Javier Martina
Javier Sylvester Martina (Willemstad, Curaçao, 1 februari 1987) is een Nederlands voetballer. Hij debuteerde in het betaald voetbal bij Ajax. Zijn profcarrière kwam in 2013 tot een eind. Sinds 2016 speelt hij op het amateurniveau voor AVV Zeeburgia.

## Carrière

### Jeugd
Martina begon met voetballen bij SV Bijlmer waar hij werd gescout door FC Omniworld. Daar viel hij op bij de scouts van FC Utrecht en werd hij uitgenodigd voor een stage. Dit ging niet door omdat de vleugelaanvaller zijn enkel brak waardoor de stage en een eventuele overgang niet doorging. Hij kwam daarna terecht bij Amstelveen Heemraad. Daar werd Martina in 2005 opgepikt door Ajax dat hem gelijk een contract aanbood en hem zijn wedstrijden liet spelen in Jong Ajax. De rechtsbuiten haalde de selectie van het Toulon Espoirs-toernooi en speelde enkele jeugdinterlands.

### Ajax
Hij debuteerde onder coach Marco van Basten op 1 november 2008 in de wedstrijd tegen FC Twente in de basis. Hij gaf in deze wedstrijd de assist voor de treffer van Siem de Jong. Pas in de laatste wedstrijd van hetzelfde seizoen kwam hij voor de tweede keer uit voor het eerste elftal.
In de zomer van 2009 werd duidelijk dat de nieuwe Ajax-trainer Martin Jol de voorkeur gaf aan andere spelers. Daarop gaf Martina aan geen toekomst te zien bij Ajax en graag weg te willen. Hij ging op stage bij het Italiaanse Bari, dat uitkwam in de Serie A, en bij Cercle Brugge, maar tot een contract kwam het niet. Op 11 januari 2010 werd bekend dat hij samen met andere jeugdspelers van Ajax tijdelijk naar HFC Haarlem ging. Door het faillissement van Haarlem bleef zijn verblijf beperkt tot één wedstrijd en keerde hij weer terug bij Ajax. Hier werd zijn contract niet verlengd.
Martina bleef zijn conditie op peil houden bij Jong Ajax. Op 3 december werd bekend dat Martina de week na Sinterklaas een stage bij FC Zwolle zou afwerken. Trainer Art Langeler zag in Martina een eventuele versterking voor op de vleugels, maar ook bij Zwolle bleef het bij een stage. Op 15 december werd bekend dat hij vanaf die dag stage liep bij Willem II in de hoop daar een contract in de wacht te slepen. Op dinsdag 4 januari werd Javier Martina weer weggestuurd bij Willem II, nadat hij niet fit genoeg terug was gekeerd van het kerstreces.

### Toronto FC
In februari 2011 tekende hij een contract bij Major League Soccerclub Toronto FC waar Aron Winter als trainer aangesteld was. Martina maakte zijn debuut voor de Canadezen op 19 maart 2011 tegen Vancouver Whitecaps met een 4-2 nederlaag. De tweede wedstrijd, tegen Portland Timbers, was voor Martina een groter succes: hij scoorde twee doelpunten waarmee de aanvaller een 2-0-eindstand op de borden zette. De rest van zijn dienstverband zou echter minder succesvol zijn, in de 21 wedstrijden die volgen vindt hij het net niet meer. In november werd bekend dat hij niet ingeschreven zou worden voor het voetbalseizoen van 2012.

### FC Dordrecht
In de zomer van 2012 vervolgt Martina zijn carrière in de Jupiler League. Nadat hij tijdens de voorbereiding al meetrainde met FC Dordrecht, tekende hij op 22 augustus 2012 een contract voor één jaar. Martina speelt met rugnummer 17. Tijdens het seizoen vertrok Martina naar China, waar hij een 10 daagse stage afwerkte bij een club uit de tweede divisie. Dit resulteerde niet in een contract, waarna hij weer naar Dordrecht terugkeerde en daar het seizoen afmaakte. Zijn contract werd echter niet verlengd.

### Amateurvoetbal
In juni 2013 maakte Topklasser Rijnsburgse Boys bekend Martina te hebben gestrikt als nieuwe aanwinst. In twee seizoenen kwam hij 44 keer in actie in de Topklasse en scoorde hij tweemaal. Na zijn tweede seizoen verliet hij de Middelmors en ging hij voor VVA '71 spelen in de Zaterdag Hoofdklasse A, al was dat in verband met financiële perikelen bij de club uit Achterberg aanvankelijk nog onzeker. Op 24 december 2015 ging VVA '71 failliet, waardoor Martina vrij was om een nieuwe club te zoeken. Zijn keuze viel op Hoofdklasser SV Nieuw Utrecht, waar hij op 31 januari 2016 debuteerde met een 0-4 verlies tegen DHC.
Aan het eind van seizoen 2015/2016 degradeerde Nieuw Utrecht. Martina kreeg voor de derde keer in zijn carrière te maken met financiële problemen bij zijn werkgever, door een conflict tussen zijn club en de gemeente Utrecht. Sinds juli 2016 speelt Martina voor AVV Zeeburgia, dat uitkomt in de Eerste klasse op zondag. Aan het begin van het seizoen 2017/18 ging hij daar in het tweede team spelen.

## Interlands

### Nederland
Martina kwam uit voor verschillende Nederlandse jeugdselecties.

### Curaçao
In September 2011 werd hij door Manuel Bilches geselecteerd voor het nationale elftal van Curaçao. In kwalificatie wedstrijden voor het WK 2014 kwam hij tot vier interlands.

## Statistieken
| Seizoen | Club         | Land      | Competitie          | Wed. | Goals |
| ------- | ------------ | --------- | ------------------- | ---- | ----- |
| 2008/09 | Ajax         | Nederland | Eredivisie          | 2    | 0     |
| 2009/10 | Ajax         | Nederland | Eredivisie          | 0    | 0     |
| 2009/10 | HFC Haarlem  | Nederland | Eerste divisie      | 1    | 0     |
| 2011    | Toronto FC   | Canada    | Major League Soccer | 23   | 2     |
| 2012/13 | FC Dordrecht | Nederland | Jupiler League      | 7    | 0     |
| Totaal  | Totaal       | Totaal    | Totaal              | 33   | 2     |